# 皮奥伊河畔瓦伦萨
皮奥伊河畔瓦伦萨（葡萄牙語：Valença do Piauí）是巴西皮奥伊州的一个市镇。总面积1350.519平方公里，总人口19745人，人口密度14.6人/平方公里。